# Southampton F.C.
Southampton Football Club je engleski nogometni klub iz grada Southamptona. Klub se trenutno natječe u Championshipu. 
Svoje domaće utakmice igraju na stadionu St Mary's.

## Derbi Južne obale
Derbi Južne obale (eng. South Coast Derby) je susjedski derbi između Southamptona i njihovog ljutog rivala Portsmoutha, grada koji je udaljen samo 30 km od Southamptona. Utakmice između ta dva kluba se često nazivaju i Hampshire Derby. 

## Vanjske poveznice
- Službena web-stranica kluba